# Domenico Cancian
Domenico Cancian Nardini (Mareno di Piave, 6 aprile 1947) è un vescovo cattolico italiano, dal 7 maggio 2022 vescovo emerito di Città di Castello.

## Biografia
Nasce a Mareno di Piave, in provincia di Treviso e diocesi di Vittorio Veneto, il 6 aprile 1947. È il fratello maggiore dell'imprenditore e politico Antonio Cancian, ex deputato ed ex europarlamentare.

### Formazione e ministero sacerdotale
Trasferitosi a Collevalenza all'età di undici anni, frequenta le scuole presso il seminario fondato da Madre Speranza di Gesù Alhama Valera e poi gli studi superiori teologici a Fermo e successivamente a Roma, presso la Pontificia Università Gregoriana consegue la laurea in teologia biblica.
Il 18 luglio 1972 è ordinato presbitero, nel santuario dell'Amore Misericordioso di Collevalenza, dal vescovo Cleto Bellucci per la congregazione dei Figli dell'amore misericordioso.
Svolge la sua attività pastorale collaborando presso le parrocchie di Collevalenza e di Spinaceto di Roma. Insegna teologia biblica e pastorale nell'Istituto teologico di Assisi. Nel 1987 è nominato superiore della comunità dei Figli dell'amore misericordioso del santuario di Collevalenza e nel 1992 vicario generale della Congregazione, successivamente rettore del santuario e il 15 luglio 2004 superiore generale dei Figli dell'amore misericordioso.

### Ministero episcopale

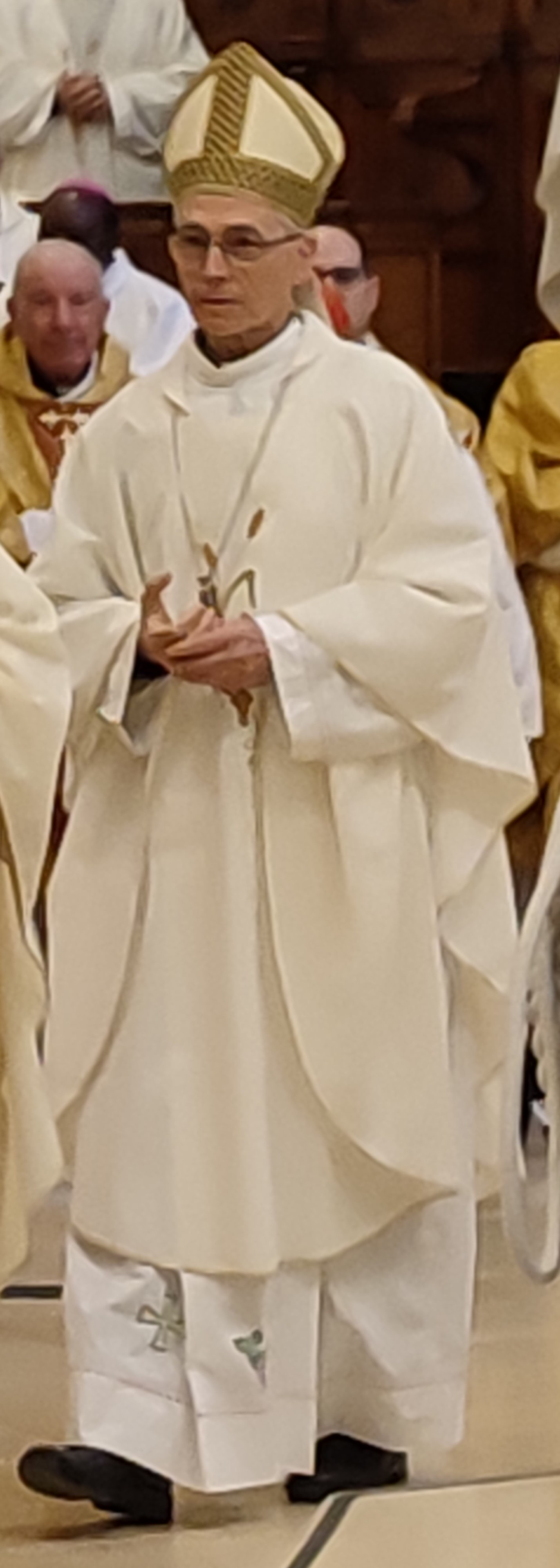
Mons. Cancian il 18 marzo 2023

Il 16 giugno 2007 papa Benedetto XVI lo nomina vescovo di Città di Castello; succede a Pellegrino Tomaso Ronchi, dimessosi per raggiunti limiti di età. Il 15 settembre successivo riceve l'ordinazione episcopale, nel santuario dell'Amore Misericordioso di Collevalenza, dal cardinale Ennio Antonelli, arcivescovo di Firenze, co-consacranti Giovanni Scanavino, vescovo di Orvieto-Todi e Pellegrino Tomaso Ronchi, vescovo emerito di Città di Castello. Il 23 settembre prende possesso della diocesi.
Particolarmente sensibile alle questioni sociali, nel giugno 2008, insieme al vescovo di Arezzo-Cortona-Sansepolcro Gualtiero Bassetti, sottoscrive un documento a sostegno delle richieste dei lavoratori dello stabilimento Buitoni di Sansepolcro, che occupa 450 persone, dove si reca personalmente in visita in un momento di difficoltà legata al passaggio di proprietà. Nel 2013 esprime pubblicamente vicinanza alle maestranze dell'azienda Nardi di Selci-Lama, auspicando che il passaggio di proprietà della storica ditta sia orientato più da logiche evangeliche che di mercato, a salvaguardia degli oltre cento posti di lavoro.
L'11 settembre 2008 indirizza alla diocesi il primo documento pastorale dal titolo Rimanete nel mio amore. Linee pastorali per la Chiesa tifernate. Nella stessa occasione mette in atto una ristrutturazione degli uffici della curia vescovile e provvede a una prima ridistribuzione del clero diocesano all'interno del tessuto parrocchiale. Il 15 settembre 2009 consegna il secondo documento pastorale, Come io ho amato voi, nel quale propone il modello delle unità pastorali e delle comunità presbiterali. Compie una prima visita pastorale alle tre zone pastorali nel periodo dicembre 2010-febbraio 2011. Al termine della visita, il 15 giugno 2011, presenta alla diocesi una radicale ristrutturazione con cui raggruppa le 60 parrocchie in 11 unità pastorali, a loro volta comprese in 3 zone pastorali. Il 13 novembre 2011 consegna il terzo documento programmatico-pastorale, avente come titolo Gesù maestro di misericordia.
Il 13 luglio 2014 è tra i co-consacranti principali di Nazzareno Marconi, vescovo eletto di Macerata-Tolentino-Recanati-Cingoli-Treia.
È stato membro della commissione episcopale per il clero e la vita consacrata e della commissione mista vescovi-religiosi-istituti secolari presso la Conferenza Episcopale Italiana; è inoltre delegato per il clero e la vita consacrata, per il diaconato permanente, per l'evangelizzazione dei popoli e cooperazione tra le Chiese e per la pastorale vocazionale regionale della Conferenza episcopale umbra.
Il 7 maggio 2022 papa Francesco accoglie la sua rinuncia, presentata per raggiunti limiti di età, al governo pastorale della diocesi di Città di Castello; gli succede Luciano Paolucci Bedini, vescovo di Gubbio, avendo il papa unito in persona episcopi le due sedi. Rimane amministratore apostolico di Città di Castello fino all'ingresso del successore, avvenuto il 18 giugno seguente.
Il 27 settembre 2023 il Consiglio permanente della Conferenza Episcopale Italiana lo nomina presidente della Federazione Italiana Esercizi Spirituali (FIES).

## Genealogia episcopale
La genealogia episcopale è:
- Cardinale Scipione Rebiba
- Cardinale Giulio Antonio Santori
- Cardinale Girolamo Bernerio, O.P.
- Arcivescovo Galeazzo Sanvitale
- Cardinale Ludovico Ludovisi
- Cardinale Luigi Caetani
- Cardinale Ulderico Carpegna
- Cardinale Paluzzo Paluzzi Altieri degli Albertoni
- Papa Benedetto XIII
- Papa Benedetto XIV
- Papa Clemente XIII
- Cardinale Marcantonio Colonna
- Cardinale Giacinto Sigismondo Gerdil, B.
- Cardinale Giulio Maria della Somaglia
- Cardinale Carlo Odescalchi, S.I.
- Cardinale Costantino Patrizi Naro
- Cardinale Lucido Maria Parocchi
- Papa Pio X
- Papa Benedetto XV
- Papa Pio XII
- Cardinale Carlo Confalonieri
- Vescovo Decio Lucio Grandoni
- Cardinale Ennio Antonelli
- Vescovo Domenico Cancian, F.A.M.

## Araldica
| Stemma e blasonatura | Descrizione |
| --- | --- |
| Inquartato di oro e di rosso, la linea in fascia merlata; nel 1º alla fiamma di rosso; nel 2º al libro aperto d'oro, caricato delle lettere Alfa e Omega di rosso; nel 3º alla goccia d'oro; nel 4º all'ostia caricata del monogramma IHS di nero, sostenuta da un fiore di giglio, il tutto al naturale. | Lo scudo risulta diviso in quattro quadranti di colore oro e rosso che ricordano lo stemma della nobile famiglia Cancian. Il rosso è il colore dell'amore e del sangue e ricorda l'amore sconfinato di Gesù e il suo martirio per la salvezza dell'uomo; ricorda inoltre l'amore misericordioso di Dio verso l'umanità. Il colore oro rappresenta la Fede, la Virtù più nobile (nobile come il metallo che il colore stesso rappresenta). La linea di divisione longitudinale risulta essere merlata, a ricordo della diocesi di Città di Castello di cui Cancian è stato eletto vescovo. Il primo quadrante (in alto a sinistra) è costituito da una fiamma rossa su campo oro e ricorda lo Spirito Santo disceso sugli apostoli nel giorno di Pentecoste. È inoltre simbolo dell'amore misericordioso di Dio, un amore che deve essere ardente e che ci rende santi. Il secondo quadrante (in alto a destra) è costituito da un libro aperto di colore oro su campo rosso sulle cui pagine sono rappresentate le lettere Alpha e Omega. Il libro ricorda la Parola di Dio che, come ricorda la Bibbia, è il principio e la fine di tutto. Il terzo quadrante (in basso a sinistra) è formato da una goccia color oro su campo rosso. Esso rappresenta il sacro Crisma e ricorda il nome del vescovo Domenico che significa "consacrato al Signore". Il quarto quadrante (in basso a destra) è costituito da un giglio bianco che sostiene l'ostia eucaristica su sfondo oro. Il simbolo richiama la figura di Maria mediatrice, che nel suo seno verginale (rappresentato dal giglio) concepisce Gesù (l'ostia eucaristica). Tale immagine è presente presso il santuario dell'amore misericordioso di Collevalenza. Dietro lo scudo è posta la croce vescovile e sopra di essa il cappello prelatizio con le classiche sei nappe per parte. Sotto lo scudo è riportato il cartiglio con il motto scelto dal Vescovo: Sicut dilexi vos (letteralmente: "Come io vi ho amato"). Richiama il versetto del Vangelo di Giovanni (Gv. 15,12) che recita "Vi do un comandamento nuovo: che vi amiate gli uni gli altri; come io vi ho amato, così amatevi anche voi gli uni gli altri". Questo motto richiama il comandamento nuovo che è anche il motto della Famiglia dell'amore misericordioso ed è riportato ai piedi del Crocefisso venerato al santuario dell'amore misericordioso di Collevalenza. |

## Opere
- Domenico Cancian, Nuovo Comandamento, Nuova Alleanza, Eucaristia: nell'interpretazione del capitolo 13 del Vangelo di Giovanni, Collevalenza, l'Amore Misericordioso, 1978.
- Domenico Cancian, Riflessioni sulla "Dives in misericordia", Collevalenza, l'Amore Misericordioso, 1980.
- Domenico Cancian, Considerazioni sulla personalità della Madre Speranza, Collevalenza, l'Amore Misericordioso, 1983.
- Domenico Cancian, La vita buona di Gesù secondo Matteo, Padova, Associazione editoriale promozione cattolica, 2012.
- Domenico Cancian (a cura di), Nella luce della misericordia, Milano, Àncora, 2014.